# Pacte national
Le Pacte national est un projet de constitution élaboré par Philippe d'Orléans, comte de Paris. Rédigé en 1887, il était destiné à devenir la nouvelle constitution de la France en cas de restauration. Il reflétait les idées constitutionnelles du comte de Paris et traduisait l'évolution de sa pensée personnelle.
Deux originalités de ce projet de celui que ses partisans reconnaissaient comme le « roi de France Philippe VII » peuvent être soulignées :
- En premier lieu, l'introduction d'un parlementarisme rationalisé, série d'instruments destinés à empêcher les Chambres, sous l'emprise exclusive des partis, de contraindre l'exécutif à l'impuissance, tout en préservant les droits de la représentation nationale ;
- En second lieu, l'instauration d'un contrôle de constitutionnalité des lois, assuré par un organe juridictionnel spécifique composé des plus hauts magistrats de l'ordre judiciaire[1].

Ce projet de Pacte national empruntait conjointement au légitimisme, à l’orléanisme, au bonapartisme. Au légitimisme, le comte de Paris apportait la réaffirmation de la primauté du droit historique, l'éloge de la technique associative, un souci des questions sociales et l'importance accordée à l'éducation religieuse ; à l'orléanisme, il offrait la mise en place d'un parlementarisme dualiste, la conciliation affichée de l'ordre public et des libertés constitutionnellement garanties ; au bonapartisme, il concédait le suffrage universel sans entrave, y compris sous la forme plébiscitaire.

## Contexte
Formé par le juriste Camille Dareste de la Chavanne, le prince a conservé au long de sa vie un intérêt pour les questions législatives et administratives. 
Alors qu'il était en France, le comte de Paris ne souhaitait pas intervenir directement dans le début public. Ce n'est qu'à partir de sa Protestation du 24 juin 1886, en réponse à la loi d'exil, que le comte de Paris indiqua ses intentions en vue d'instaurer une « monarchie traditionnelle par son principe, moderne par ses institutions ». En effet, durant l'été 1886, depuis sa résidence de Sheen House, à l'ouest de Londres, le comte de Paris forma donc un comité d'union royaliste, dit « conseil des Sept », composé à la fois de collaborateurs personnels, comme Émile Bocher, Ferdinand Duval et Lambert de Sainte-Croix, de personnalités proches de l'ancien orléanisme, comme les ducs d'Audiffret-Pasquier et de Broglie, et de légitimistes ralliés, comme Cazenove de Pradines, ancien collaborateur du « comte de Chambord », ou le duc de La Rochefoucauld-Bisaccia. Le prince demanda à ce comité de l'aider à préparer un programme politique. 
Le comte de Paris entend faire savoir que la monarchie peut être fidèle à sa tradition historique, permettre un gouvernement fort tout en étant compatible avec un ordre égalitaire et démocratique : « Il faut prouver que la monarchie, fidèle à ses anciennes traditions, sera un gouvernement fort, démocratique, égalitaire. Pour cela il faut lui dire ce qu’elle sera et ce qu’elle ne sera pas, ». 
Le comte de Paris publia le 15 septembre 1887 ses Instructions aux représentants du parti monarchique en France : il cherchait à réconcilier deux légitimités, celle, historique, de la royauté et celle, démocratique, de la souveraineté nationale. Il s'agissait d'expliquer aux royalistes la méthode pour rétablir la monarchie et l'organisation des pouvoirs publics qui en résulterait.  
Sur le premier point, le comte de Paris récusait tout recours à la force ou aux conspirations. Le suffrage universel et la démocratie ne sauraient être remis en cause et ils devraient accompagner la restauration, soit par la voie d'une assemblée constituante, soit par un vote populaire, le comte de Paris préférant cette formule, « plus solennelle et [convenant] mieux à un acte qui ne doit pas se renouveler ». Dans son texte, le prince présente la monarchie comme reposant « sur une base plus ferme et plus large qu'une simple prise de possession du pouvoir ou qu'une délégation de souveraineté du nombre ». 
Sur le second point, les instructions débouchent sur l'évocation d'un Pacte national renouvelant celui qui fut conclu aux premières heures du royaume de France et servant de nouvelle constitution, composée d'un préambule et de trois articles organiques. Ce texte rédigé de la main du prince est conservé dans les archives de la « Maison de France » et est resté longtemps inédit.
Ayant perçu que le parlementarisme oligarchique que représentait l'orléanisme ne pouvait fonctionner avec le suffrage universel, le comte de Paris ne songea pas à tenter la simple greffe du fonds doctrinal orléaniste sur la tradition du « comte de Chambord » dont il se voulait l'héritier ; il avait mené une réflexion constitutionnelle originale avec le souci constant d'élaborer une doctrine à la fois fidèle au principe monarchique et adaptée à l'état politique et social de la France moderne.

## Contenu
Le Pacte national s'organise en trois actes organiques précédés d'un préambule. Le premier traite de l'institution monarchique, le deuxième des lois constitutionnelles et particulièrement du pouvoir législatif, le troisième est consacré aux lois ordinaires et énonce les principes de protection des libertés constitutionnelles, définies à l'avant-dernier paragraphe du précédent et auxquels le législateur devra se conformer.

### Préambule
Le préambule expose les fondements de la monarchie capétienne qu'il s'agit de refonder. Ces fondements sont historiques procédant d'un « pacte antique, grâce auquel s'est constituée, depuis son origine, la nationalité française ». Selon le préambule, il s'agit de clore l'« ère des révolutions » tout en consacrant toutes les conquêtes sociales réalisées depuis 1789, ce qui rend nécessaire de renouveler la convention immémoriale entre le peuple français et la « Maison de France » représentée par son chef. Se plaçant dans la filiation des royalistes nationaux réunis sous la monarchie de juillet autour de la Gazette de France et de l'abbé de Genoude, il retient pour renouveler ce pacte la consultation directe des électeurs inscrits sur les listes électorales républicaines, plutôt que la médiation d'une assemblée constituante.

### Premier article organique

#### Fondements historique et contractuel de la monarchie
Le premier acte organique énonce : « Le Peuple français reconnaît et sanctionne les droits historiques de la Maison de France. » Le consentement populaire vaut adhésion à un ordre monarchique préexistant. Le roi tire son autorité d'un droit historique antérieur au Pacte national. L'héritier de la couronne devient roi dès la mort de son père et non après prestation de serment conformément au principe de l'instantanéité de la succession royale, posé dès les premières années du XVe siècle. Le premier article définit la « Maison de France » comme la descendance française d'Henri IV et en exclut les Bourbons d'Espagne.
Ce schéma original n'a rien à voir avec la constitution de 1791, qui subordonnait le roi à la loi et le plaçait en simple représentant de la nation souveraine. Cependant, il se distingue également de la Charte de 1814, concession octroyée par le roi à la nation et à laquelle celle-ci n'a pas été associée. Louis XVIII ne souhaitait pas substituer la charte aux lois fondamentales du royaume toujours en vigueur. En effet, le comte de Paris précise dans le Pacte national la règle de succession royale et définit un domaine privé du monarque en contradiction avec le principe de dévolution du patrimoine personnel du prince au domaine de la Couronne.
Le Pacte national est conforme à la conception traditionnelle de la monarchie française en ce qu'elle pose la préexistence de la légitimité des droits de la Maison de France tout en procédant d'un processus contractuel comme son nom l'indique, innovation par rapport à cette tradition. L'intervention du « Peuple français » dans le processus constituant marquait la reconnaissance de sa spécificité et de sa singularité vis-à-vis du roi. Le Pacte national n'instaurait donc pas une monarchie pure, telle que Carré de Malberg l'avait entendue.

#### Le roi
Le chef de l'État qui porte le titre de « Roi de France et d'Algérie », est la clef de voûte de la monarchie restaurée selon le Pacte national. Il détient le plus grand pouvoir dans l'État dans toutes les branches de la puissance publique. Dans le Pacte national, la responsabilité ministérielle sous-entend sinon l'irresponsabilité royale, du moins son inviolabilité. Le roi :
- exerce le pouvoir exécutif « avec le concours et par l'intermédiaire des ministres qu'il a choisis » ;
- peut dissoudre les deux chambres ;
- déclare la guerre et conclut les traités.

### Deuxième acte organique
Le deuxième article est consacré au pouvoir législatif, qui appartiendrait concurremment à la Couronne, à une Chambre des députés élue au suffrage universelle et à un Sénat réunissant les représentants des grandes forces et des grands intérêts sociaux. La notion de Couronne désigne conjointement le roi et ses ministres. 
Pour ne pas affaiblir l’autorité royale, le Pacte national ne prévoit pas de règles de collégialité des décisions gouvernementales, de solidarité et d’automaticité de la responsabilité ministérielle, caractéristique d’un pur régime parlementaire. La couronne, exerce le pouvoir législatif, dispose d'une initiative des lois générales et peut empêcher tout texte qui ne lui conviendrait pas.
Les Instructions avaient condamné le parlementarisme républicain livré à l’ « influence abusive d’une seule chambre omnipotente », facteur d’une instabilité gouvernementale préjudiciable au pays et promis des ministres politiquement « responsables (…) devant les trois pouvoir investis de la puissance législative ». Le comte de Paris entendait donc restaurer le parlementarisme dualiste et il prévoyait une responsabilité collective ou individuelle selon les circonstances.

#### Le Sénat
Les Instructions avaient annoncé : « À côté de la Chambre des députés, une autorité égale appartiendra au Sénat, en majeure partie électif, et qui réunira en son sein des représentants des grandes forces et des grands intérêts. » Les Instructions laissent entendre que le Sénat, organe de pondération, devait s’ouvrir à la représentation corporative afin de renforcer sa singularité sociologique, sans doute sous l’influence de Frédéric Le Play ; en devenant l’ « expression suprême de toutes les forces sociales », le comte de Paris empêchait tout accaparement de ce titre par les députés.
Néanmoins, le Sénat n'est pas corporatif à proprement parler et sa composition est en partie élective : à cinquante sénateurs inamovibles désignés par leurs pairs ou par la couronne se joignent des sénateurs élus pour neuf ans dans différents collèges : la Cour de cassation, le Conseil central de l'Algérie, la Cour des comptes, le Conseil supérieur de l'Université, les cinq classes de l'Institut, chaque conseil général, les deux corps des ingénieurs des Ponts-et-Chaussées et des Mines désignent chacun un sénateur. Dans vingt régions dont la délimitation reviendrait au législateur, la magistrature constitue un collège d’élection d’un sénateur, de même pour les chambres et tribunaux de commerce. Cent vingt sénateurs sont élus par les conseillers municipaux réunis en collèges départementaux. Le « comte de Chambord » avait souhaité une chambre hautement entièrement nommée par le souverain dans des catégories déterminées. De même, le Grand conseil projeté par le duc de Broglie en 1874 aurait compté des membres de droits, des membres nommés à vie, des membres élus par un collège de notabilité.

#### La Chambre des députés
La Chambre des députés compte 450 membres renouvelés intégralement tous les six ans par scrutin binominal. Cent cinquante circonscriptions divisent le pays. Le comte de Paris hésite à retenir le vote plural au bénéfice des pères de famille et des veuves avec charges d’enfants. Le deuxième acte organique énonce l’incompatibilité du mandat de député avec toute fonction publique rétribuée.

#### Règles communes aux deux chambres
Les deux assemblées partagent des règles communes :
- Sont inéligibles les fonctionnaires publics et ministres des cultes rétribués dans le département où ils ont exercé leurs fonctions.
- Le contentieux électoral est retiré aux deux chambres et ressort de la compétence d'un tribunal spécial composé de deux conseillers d'État et d'un président de Chambre à la Cour de cassation désignés tous les six ans par le sort.
- Le législateur décide du montant de l'indemnité parlementaire des sénateurs et députés.
- L’initiative parlementaire peut s’exercer dans des cas précis : une proposition de loi ne peut être déposée que par trente sénateurs ou quarante députés, ou par la commission de législation de chaque assemblée[Note 4].
- Le Pacte national définit le droit d’amendement des « projets de la couronne » par les deux chambres : un amendement adopté par une assemblée voit sa rédaction débattue par la commission parlementaire de législation et par le Conseil d’État qui a le dernier mot en cas de désaccords[26]. Le comte de Paris distingue à la façon de la Ve République les propositions des parlementaires des projets de la Couronne[24].
- La réforme budgétaire vise à ramener la loi des finances aux dimensions d’une loi ordinaire afin de prévenir toute obstruction de la Chambre basse et préserver un bicamérisme équilibré et égalitaire. La loi de finances n’a pas à être réexaminé chaque année, et ne pourra être modifiée, sur projet de la Couronne qu’avec l’assentiment du Parlement[Note 5],[27]. Le prince entend prévenir toute obstruction budgétaire en imposant un calendrier impératif[28],[Note 6].

Le  comte de Paris écrivit à ce propos : « Le budget étant une loi ordinaire, la loi annuelle de finances ne comprend que la sanction des modifications qui chaque année font différer un budget du budget précédent. Si cette loi rectificative est rejetée par la Chambre, le budget existant restera en vigueur et l’on pourra vivre avec un budget de quinze, dix-huit ou vingt mois à peu près comme avec un budget de douze, et mieux qu’avec les douzièmes provisoires. Mais chaque jour la difficulté s’aggravera, le gouvernement deviendra plus difficile. D’autre part, un grand pays ne peut vivre longtemps sans légiférer et la Chambre témoignera évidemment  de son hostilité au ministère en rejetant toutes les lois qu’il proposera. La nécessité de terminer la crise par une transaction s’imposera de plus en plus. Elle sera sentie de part et d’autre. Au lieu d’un frein trop puissant arrêtant tout brusquement au risque de tout briser, la machine gouvernementale sera soumise à un frein gradué qui la ralentira et permettra ainsi avant l’arrêt complet, à l’opinion publique de se prononcer sans hâte, à chacun des intéressés de réfléchir et d’entrer dans la voie des concessions. »
Il faut noter que comte de Paris n’établit au bénéfice de la Couronne un contrôle de l’ordre du jour des assemblées, ni de prévoit de formule de vote bloqué ou de conclusion des navettes parlementaires infructueuses.

#### Le congrès
Le congrès réunissant la Chambre des députés et le Sénat peut être convoqué à l'initiative de la Couronne ou de la Haute Cour de Justice. Ses travaux sont limités et spécifiés dans l'acte qui les réunit. Seul le Congrès à l'initiative de la Couronne peut modifier les actes organiques et ses travaux sont limités à ce que l'acte royal de convocation aura précisé. 
Dans une partie de son texte mis entre crochet et donc non définitivement validée par le comte de Paris, celui-ci évoque la possibilité de faire valider par les électeurs les décisions du Congrès, de même que la faculté donnée au Congrès de procéder à l'élection d'un nouveau roi en cas d'extinction de la « Maison de France ».

#### La Haute Cour de Justice
L’organisation d’un contrôle de constitutionnalité des lois est une des innovations les plus originales du Pacte national. Un courant doctrinal minoritaire militait dès avant 1914 pour revenir sur la souveraineté incontrôlée du législateur et le comte de Paris s'inscrivait en 1887 dans cette perspective. 
Au lieu d’un organe politique, le comte de Paris choisit d’instituer un organe juridictionnel spécifique, composé des plus hauts magistrats de l’ordre judiciaire, renouvelé pour partie par rotation biennale. Ce mode de recrutement, indépendant des pouvoirs politiques vise à garantir l’indépendance fonctionnelle de cette haute juridiction et révèle le rôle social et politique que le prince entendait conférer à la magistrature. 
Le Pacte national met en place un contrôle a priori sans préciser les conditions de la saisine de la Haute Cour de justice. Il n’est par précisé si elle aurait disposé d’un pouvoir d’auto-saisine ou aurait eu à examiner chaque loi avant sa promulgation. La loi censurée est déférée au Congrès chargé de l’examiner et de la réformer dans la logique de sa motivation de censure. 
Plus encore qu’un organe de régulation des pouvoirs publics, elle eût constituée la gardienne des libertés publiques constitutionnalisées à la fin du deuxième article organique. Il lui revient de suspendre ces libertés constitutionnelles en proclamant l’état de siège sur tout ou partie du territoire national « dans les cas de guerre étrangère ou civile, d’insurrection ou de péril public ». Les institutions pensées par le comte de Paris étaient libérales et visaient à garantir institutionnellement les droits fondamentaux.

### Troisième article organique
Le troisième article organique est consacré aux lois ordinaires.
- Le troisième article organique énonce précisément les principes de protections des libertés constitutionnelles, définies dans l'avant dernier paragraphe de l'article précédent précédent et auxquels le pouvoir législatif devra se conformer. Le Pacte national consacre sans ambiguïté le caractère supra-législatif des grandes libertés publiques de conscience, des cultes, de la presse, de réunion et d'association, d'enseignement et de défense judiciaire[13].
- Le troisième article organique  prévoit la fin des Conseils d'arrondissement dont les fonctions seraient transférées aux Conseils généraux[31].
- Le troisième article organique mentionne l'existence d'un Premier ministre, sans que ses prérogatives ne soient définies, hormis, celle de présider le Grand Conseil consultatif, réunissant trente membre parmi les anciens dignitaires et fonctionnaires, d'anciens membres des assemblées de magistrats anciens ou actuels, de membre de l'armée, de la marine, des clergés ces cultes reconnus, de Grand Croix de l'ordre national de la Légion d'honneur nommés à vie par le roi[32].

## Interprétation
Le texte du Pacte national pouvait laisser présager une évolution vers la marginalisation du trône et l'avènement du gouvernement de Cabinet marqué au sein de l'exécutif par le transfert des prérogatives royales aux membres du gouvernement.  Selon le professeur Stéphane Rials, un régime dualiste comme celui prévu par le Pacte national n'est que partiellement monarchique et le modèle de monarchie mixte proposé par le comte de Paris pouvait, au fil de la pratique institutionnelle, permettre la mise en place d'un régime intégralement démocratique formellement monarchique. Mais la notion de Couronne s’oppose à celle de Cabinet et implique la subordination des ministres vis-à-vis du roi qui dirige leur action ou du moins l’influence de façon décisive : l'intelligence et l'autorité du comte de Paris auraient pu l'aider à imposer une pratique conforme à l'esprit du Pacte national.